# Przybkowo (powiat szczecinecki)
Przybkowo – (do 1945 niem. Neu Priebkow) wieś w Polsce położona w województwie zachodniopomorskim, w powiecie szczecineckim, w gminie Barwice.
Rodowód osady sięga XVIII w. Był to folwark rodziny von Glassenapp. Z XIX-wiecznego założenia dworsko-parkowego pozostał mocno zniszczony park o powierzchni około 1 ha.